# خدمه

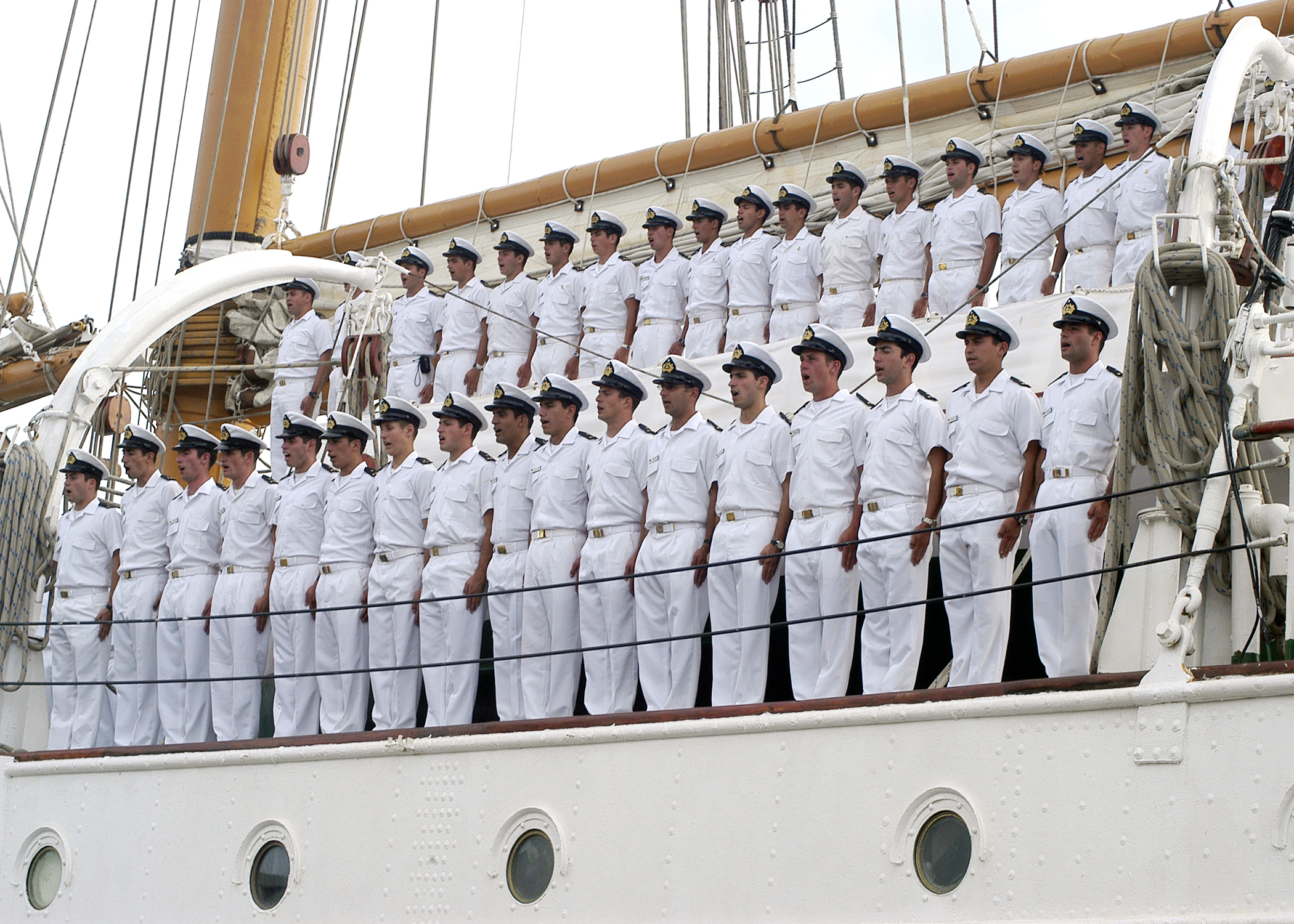
ایستادن «خدمه» یک ناو آمریکایی، سال ۲۰۰۴

خدمه (به انگلیسی: Crew) به گروهی از افراد گفته می‌شود که برای یک کار مشترک گرد هم آمده‌اند و به طور کلی دارای سلسله‌مراتب هستند. این کلمه دارای رزونانس‌های دریایی است: وظایف مربوط به عملیات یک کشتی، ارائه تخصص‌های متعدد در خدمه کشتی، که اغلب با یک زنجیره سلسله‌مراتب فرماندهی سازماندهی شده است. استفاده از سنت دریایی به طور جدی افسران را از خدمه متمایز می‌کند، هرچند این دو گروه با هم ترکیب کارکنان کشتی را تشکیل می‌دهند. 